# Francine van der Heijden
Francine van der Heijden (Berghem, 8 oktober 1964) is een Nederlandse sopraan.

## Opleiding
Tussen 1977 en 1983 volgde Van der Heijden het gymnasium aan het Titus Brandsma Lyceum in Oss. Hierna studeerde zij zang in Maastricht, Den Haag en Londen. Aansluitend volgde zij cursussen aan de Britten Pears School (Aldeburgh) en bij Opera Studio Nederland.

## Werk
Francine van der Heijden verkreeg bekendheid door haar optreden tijdens de bijzetting van Z.K.H. Prins Claus in de Grote Kerk te Delft, op 15 oktober 2002.
Zij soleerde met dirigenten als Frans Brüggen, Christian Zacharias en Jaap van Zweden. Felix Mendelssohns concertaria 'Infelice, ah ritorna età dell’oro' uit 1834 werd in 1997 na ruim 150 jaar door Van der Heijden, tijdens een internationale Mendelssohn-conferentie van de Illinois Wesleyan University in de Verenigde Staten, voor het eerst weer uitgevoerd, in samenwerking met Mendelssohnkenner John Michael Cooper. Hierna werd de aria in 1999 op cd vastgelegd met de Robert Schumann Philharmonie o.l.v. Oleg Caetani en zo weer onder de aandacht van het publiek gebracht.
Met het Amsterdam Baroque Orchestra & Choir o.l.v. Ton Koopman soleerde zij in de befaamde Tsjaikovskizaal in Moskou en tijdens Koopmans barokfestival in de Dordogne. Samen met Miranda van Kralingen en Christiane Oelze nam zij alle concertaria's van Wolfgang Amadeus Mozart op met het gelegenheidsorkest European Symfonietta o.l.v. Ed Spanjaard. Ondanks de korte voorbereidings- en opnametijd werd zij beloond met lovende recensies. Zo schreef Eric Bos in het Dagblad van het Noorden "Maar de stem op wie we allemaal verliefd worden, een blokje bloedkoraal, is de stem van Francine van der Heijden. Wie zou niet met gloeiende wangen op haar kamerdeur willen kloppen, Francine zing voor mij!"   
Met het door bas-bariton/regisseur Marc Pantus opgerichte theatergezelschap I Piccoli Olandesi verzorgde zij geënsceneerde voorstellingen van barokopera’s in Amsterdam, Florence en tijdens het theaterfestival de Parade.
Met fortepianist Bart van Oort werkte zij intensief samen om de uitvoering van vroeg-romantisch liedrepertoire met stilistisch vernieuwde inzichten uit te dragen. Ook langjarige samenwerkingen met fortepianiste Ursula Dütschler en met pianiste Phyllis Ferwerda profileerden Francine van der Heijden als liedzangeres. Een tweede samenwerking met John Michael Cooper en het Zwitserse platenlabel Claves leidde tot een cd met deels niet eerder opgenomen werk van zowel Felix als Fanny Mendelssohn, met Ursula Dütschler op fortepiano. 
In 2017 ontstond de cd Schubert fern und nah. De verzameling Schubert-liederen gelardeerd met stads- en natuurgeluiden en met begeleidingen door gitaar, harp, harmonium, piano en fortepiano, werd door het Duitse magazine Opernglass geselecteerd en lovend gerecenseerd. Reyer Zwart, Remy van Kesteren, Dirk Luijmes, Phyllis Ferwerda, Bart van Oort en Marc Pantus werkten mee aan de totstandkoming van dit eigenzinnige project.   
Naar aanleiding van de langjarige samenwerking met harmoniumspeler Dirk Luijmes ontstond in 2020 de cd I speak your name, met speciaal voor dit duo gecomponeerd werk. NPO Klassiek wijdde een serie afleveringen van het radio 4-programma Hollandse Nieuwe aan deze cd.   
Componisten die voor Francine van der Heijden (orkest)liederen componeerden zijn o.a. Andries van Rossem, Joost Kleppe, Micha Hamel, Chiel Meijering en Renske Vrolijk.
Sinds 2018 maakt zij deel uit van de Raad van Artistiek Advies van de vereniging Vrienden van het Lied.
Zij werkt en produceert vanuit haar zangstudio Heeslust te Nijmegen.

## Opnamen
- Chiel Meijering, St. Louis Blues (1999, Donemus)
- Oranje en de muziek. Muziek uit de collectie van het Koninklijk Huisarchief te 's-Gravenhage (1999, Attacca 99889)
- Felix Mendelssohn Bartholdy, Discoveries (1999, Claves 50-9912)
- Fanny Mendelssohn en Felix Mendelssohn Bartholdy, The art of Mendelssohnian song (1999, Claves 50-9901)
- Wolfgang Amadeus Mozart, Il sogno di Scipione (2001, Brilliant Classics 99729)
- Wolfgang Amadeus Mozart, Il re pastore (2001, Brilliant Classics 99717)
- Wolfgang Amadeus Mozart, Mitridate, re di ponto (2001, Brilliant Classics 99723)
- Wolfgang Amadeus Mozart, La clemenza di Tito (2002, Brilliant Classics 93967)
- Georg Friedrich Händel, Nabal (2002, Naxos 8.555276-77)
- Wolfgang Amadeus Mozart, Concert arias/Songs (2002, Brilliant Classics 99731)
- Henry Purcell, Dido and Aeneas (2005, Brilliant Classics 92538)
- Johann Sebastian Bach, Mattheuspassie - Nederlandse versie, hertaling Jan Rot (2006, Universal)
- Henry Purcell e.a., Songs of life and death (2008, Buwalda Classics 2008-01)
- Franz Schubert, Schubert, fern und nah (2017, Quintone)
- Div. componisten, I speak your name (2020, Etcetera Records KV1700)
- Joost Kleppe, Engel aan mijn bed (2023, eigen beheer JK)
- Reyer Zwart, Hiervandaan. Drie liederen op gedichten van Judith Herzberg (2023, EP Spotify)

## Persoonlijk
Francine van der Heijden is getrouwd met historicus/schrijver Rutger Zwart. Zij hebben twee kinderen.